# Ulrike Lunacek
Ulrike Lunacek, née le 26 mai 1957 à Krems an der Donau, est une personnalité politique autrichienne, membre des Verts - L'alternative verte.
Elle est vice-présidente du Parlement européen de juillet 2014 jusqu'à sa démission de son mandat européen en novembre 2017.

## Carrière politique
Elle est députée au Conseil national de 1999 à 2009, année de son élection au Parlement européen, où elle siège au sein du Groupe des Verts/Alliance libre européenne. Elle est par ailleurs co-présidente de l'Intergroupe du Parlement européen sur les droits LGBT.
Elle est l'auteur du rapport Lunacek examiné par le Parlement européen en 2014, ayant trait au droit de la famille et aux personnes LGBT ,. En France, La Manif pour tous dénonce ce rapport qui propose aux États membres une ligne de conduite contre l'homophobie et les discriminations liées à l'orientation sexuelle. D'après Le Monde, « les opposants au mariage homosexuel dénoncent un texte élaboré par le « lobby LGBT » avec pour objectif d'imposer, selon eux, l'agenda gay aux législations des vingt-huit États membres ». Selon les termes d'une pétition en ligne lancée par La Manif pour tous, le rapport Lunacek « détourne une politique de non-discrimination pour créer des privilèges au profit de certains citoyens sur la base de leur sexualité ».
Lors de la 19e Rainbow Parade à Vienne, le 14 juin 2014, elle est victime d'une attaque à l'acide butyrique, sans être blessée.
Elle mène la liste des Verts pour les élections législatives de 2017, alors que son parti est en difficulté, une liste dissidente se présentant également. Lors de ce scrutin, le parti obtient le score de 3,8 % et perd ses 24 députés au Conseil national.

## Vie personnelle
Lunacek travaille aussi en tant qu'interprète professionnel en anglais et en espagnol et comme journaliste.
En 1995, elle devient la première Autrichienne célèbre à assumer ouvertement d'être lesbienne.

## Synthèse des résultats électoraux

### Élections européennes
Les résultats ci-dessous concernent uniquement les élections où elle est tête de liste.
| Année | Parti                           | Circonscription | Voix    | %     | Rang | Sièges | Groupe    |
| ----- | ------------------------------- | --------------- | ------- | ----- | ---- | ------ | --------- |
| 2009  | Les Verts - L'Alternative verte | Autriche        | 284 505 | 9,93  | 5e   | 2 / 19 | Verts/ALE |
| 2014  | Les Verts - L'Alternative verte | Autriche        | 410 089 | 14,52 | 4e   | 3 / 18 | Verts/ALE |